# Jochen Beekhuis
Jochen Beekhuis (* 1977 in Leer (Ostfriesland)) ist ein deutscher Politiker (parteilos, zuvor SPD). Von November 2017 bis November 2022 war er Mitglied des Niedersächsischen Landtages, ab seinem Ausschluss aus der SPD-Fraktion am 22. Oktober 2019 als fraktionsloser Abgeordneter.

## Leben
Jochen Beekhuis studierte Politikwissenschaft mit einem Abschluss als Master. Vor seiner Wahl in den Niedersächsischen Landtag leitete er das Wahlkreisbüro der SPD-Bundestagsabgeordneten Karin Evers-Meyer.

## Partei und Politik
Seit 2001 ist Beekhuis Mitglied des Ortsrates Spetzerfehn und des Gemeinderates Großefehn. Beekhuis ist seit 2006 Mitglied des Kreistages im Landkreis Aurich und war dort von 2011 bis 2019 Vorsitzender der SPD-Fraktion; am 29. Februar 2020 trat er aus der SPD-Kreistagsfraktion aus. Bei der Landtagswahl in Niedersachsen am 15. Oktober 2017 erhielt er das Direktmandat im Landtagswahlkreis Nr. 87 (Wittmund/Inseln). Nach der Landtagswahl in Niedersachsen 2022 schied er aus dem Landtag aus.

### Kontroverse um angebliche Chatverläufe
Im Rahmen des Hacker-Skandals um die Veröffentlichung persönlicher Daten von Politikern und Prominenten im Frühjahr 2019 wurde auch Jochen Beekhuis zum Betroffenen. Die Korrespondenz deutete darauf hin, dass Beekhuis gegen Mitglieder seiner Partei wie die Wittmunder Bundestagsabgeordnete Siemtje Möller und die Kreisvorsitzende Roswita Mandel intrigierte. Von Beekhuis vorentworfene Leserbriefe, in denen Stimmung gegen Möller und Mandel gemacht werden sollte, sollten anscheinend über Dritte an die Presseöffentlichkeit gelangen. Aus den Chatprotokollen gehen angeblich auch homophobe und sexistische Äußerungen hervor, für welche Beekhuis in der Kritik steht.
Beekhuis selbst gab an, die Inhalte nicht zu kennen, und wollte sich nicht weiter dazu äußern. Daraufhin richtete die Vorsitzende des SPD-Bezirks Weser-Ems Johanne Modder eine Untersuchungskommission ein, die den Vorfall aufklären sollte.
Am 22. Oktober 2019 wurde Beekhuis aufgrund des Vorwurfs sexistischer, homophober und menschenfeindlicher Äußerungen in privaten Chats aus der niedersächsischen SPD-Landtagsfraktion ausgeschlossen. Am 7. September 2019 beschloss die Bezirksschiedskommission der SPD Weser-Ems seinen Ausschluss aus der Partei. In ihrer Reaktion auf die Entscheidung zum Parteiausschluss erklärte Beekhuis’ Anwältin: „Die meinem Mandanten zugeschriebenen Äußerungen stammen aus manipulierten Datensätzen und kriminellen Machenschaften“. Die Bundesschiedskommission der SPD wies mit einer Entscheidung vom 15. März 2020 seine Berufung zurück. Der Parteiausschluss war damit wirksam. Beekhuis habe mit seinem Verhalten nach dem Bekanntwerden der Chat-Äußerungen gegen die Grundsätze der Partei, nämlich gegen das Gebot der innerparteilichen Solidarität verstoßen. Er habe sich nicht angemessen um Schadensbegrenzung, Distanzierung oder gar Entschuldigung bemüht, sondern zugelassen, dass seine Partei in der Region beträchtlichen Schaden durch eine monatelange Auseinandersetzung genommen hat.